# Euro-plus pact

Deelnemende landen

Het Euro-plus pact (in eerste instantie ook wel het concurrentievermogenpact) is een plan uit 2011, waarin de lidstaten van de Europese Unie concrete afspraken maken over een lijst van politieke hervormingen die zijn bedoeld om het begrotingsbeleid en de concurrentiepositie van elk land te verbeteren. Het plan werd opgesteld door de Franse en Duitse overheden. Daarna bepleitten beide landen de invoering ervan in alle andere landen van de eurozone. Als zodanig is het Euro-plus pact ontworpen als een strengere opvolger van het stabiliteits- en groeipact, dat niet consequent is doorgevoerd. Het Euro-plus pact is controversieel, niet alleen vanwege de gesloten manier, waarop het plan werd ontwikkeld, maar ook vanwege de doelen die het postuleert. Het Euro-plus pact werd in maart 2011 goedgekeurd en maakt gebruik van de zogenaamde open methode van coördinatie.

## Voetnoten
1. ↑  (en)  The euro and the European Union: Can Angela Merkel hold Europe together?. The Economist (10 March 2011). Geraadpleegd op 26 april 2011.